# NGC 7062
NGC 7062 è un piccolo ammasso aperto visibile nella costellazione del Cigno.

## Osservazione

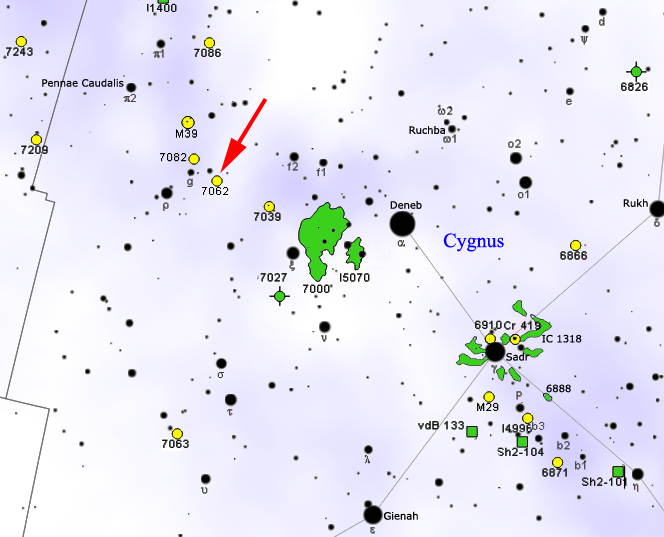
Mappa per individuare NGC 7062.

È individuabile 1,5 gradi a ENE della stella ρ Cygni, in un ricco campo stellare a nordest della Nebulosa Nord America in cui giacciono diversi altri ammassi aperti; si tratta di un piccolo oggetto, non individuabile con strumenti inferiori ai 80mm di apertura. Attraverso un telescopio da 120mm è possibile risolverlo in meno di una decina di stelle relativamente poco concentrate e non molto in risalto sui campi stellari di fondo; attraverso uno strumento da 200mm è risolto pienamente. La sua componente più luminosa è una stellina azzurra magnitudine 10,1, visibile sul lato sudovest, mentre quasi tutte le altre sono di magnitudine 12.
La declinazione piuttosto settentrionale di quest'ammasso favorisce notevolmente gli osservatori dell'emisfero nord; dalle regioni boreali si presenta estremamente alto nel cielo nelle notti d'estate, mentre dall'emisfero australe resta sempre molto basso e nelle regioni a latitudini medio-alte non è mai osservabile. Il periodo migliore per la sua osservazione nel cielo serale è quello compreso fra giugno e novembre.

## Storia delle osservazioni
NGC 7062 venne individuato per la prima volta da William Herschel nel 1788, attraverso un telescopio riflettore da 18,7 pollici; il figlio John Herschel lo inserì nel General Catalogue of Nebulae and Clusters col numero 2116.

## Caratteristiche
NGC 7062 è un piccolo ammasso situato a circa 1480 parsec (4825 anni luce) di distanza, sul Braccio di Orione in una regione adiacente alla grande regione di formazione stellare di Cygnus X, una delle più estese della Via Lattea. A questa distanza, le dimensioni reali dell'ammasso corrispondono a circa 1,1 parsec. Altre stime indicano un valore leggermente superiore, sui 1640 parsec, il che non implica comunque grandi differenze.
Date le sue dinamiche interne, sembra che quest'oggetto sia in una fase di restringimento delle sue regioni centrali; ciò potrebbe essere causato da una nube molecolare situata nelle vicinanze e sarebbe il risultato di un processo di disgregazione. L'età dell'ammasso risulta essere piuttosto avanzata, dell'ordine di un miliardo di anni circa.